# Il male non esiste (film 2023)
Il male non esiste (Aku wa sonzai shinai) è un film del 2023 diretto da Ryūsuke Hamaguchi.

## Trama
Takumi è un tuttofare che conduce assieme alla figlioletta Hana una vita semplice a Mizubiki, un paesino nella prefettura di Nagano immerso nella natura. Un giorno giungono da Tokyo Takahashi e Mayuzumi, i rappresentanti di un'azienda che vorrebbe costruire un glamping nel bosco, che sorgerebbe su un tratto di strada percorso dai cervi per abbeverarsi, per discutere con la popolazione della fattibilità del progetto. La gente del posto pone domande ai due rappresentanti cogliendoli impreparati su molti aspetti del glamping, come ad esempio la mancanza della sorveglianza notturna e la costruzione della fossa settica in un punto che rischierebbe di inquinare i pozzi sfruttati dagli abitanti del paese. Ritornati in città, Takahashi e Mayuzumi discutono con il loro capo di come procedere; quest'ultimo chiede loro di tornare a Mizubiki e proporre a Takumi di diventare consulente del progetto del glamping. I due colleghi tornano al paesino boschivo ma il corso degli eventi prenderà una svolta imprevista. 

## Distribuzione
Il film è stato presentato in anteprima il 3 settembre 2023 alla 80ª Mostra internazionale d'arte cinematografica di Venezia. È stato distribuito nelle sale cinematografiche italiane da Tucker Film e Teodora Film a partire dal 6 dicembre 2023.

## Accoglienza

### Incassi
Il film ha incassato poco più di 3,1 milioni di dollari.

### Critica
Su Rotten Tomatoes il 91% delle 154 recensioni critiche è positivo, con un voto medio di 7.9/10; su Metacritic il voto medio di 40 critici è 83/100.

## Riconoscimenti
- 2023 - Mostra internazionale d'arte cinematografica[7][8]
  - Leone d'argento - Gran premio della giuria
  - Premio FIPRESCI (Concorso)
  - Premio Fondazione FAI Persona Lavoro Ambiente
  - Premio Edipo Re - Giuria giovani dell'Università Ca' Foscari
  - Menzione speciale al Premio CinemaSarà della Cineteca Italiana
  - In concorso per il Leone d'oro
- 2024 – Chicago Film Critics Association
  - Candidatura per il miglior film in lingua straniera
- 2024 – Los Angeles Film Critics Association
  - Miglior colonna sonora (2º posto) a Eiko Ishibashi